# Dalane tingrett
Dalane tingrett is een tingrett (kantongerecht) in de Noorse fylke Rogaland. Het gerecht is gevestigd in Egersund.
Het gerechtsgebied omvat de gemeenten Eigersund, Bjerkreim, Lund en Sokndal in Rogaland alsmede de gemeente Sirdal in de provincie Agder. Dalane maakt deel uit van het ressort van Gulating lagmannsrett. In zaken waarbij beroep is ingesteld tegen een uitspraak van Dalane zal de zitting van het lagmannsrett meestal worden gehouden in Stavanger.